# 哈查普卡拉山
15°51′12″S 68°40′54″W / 15.85333°S 68.68167°W

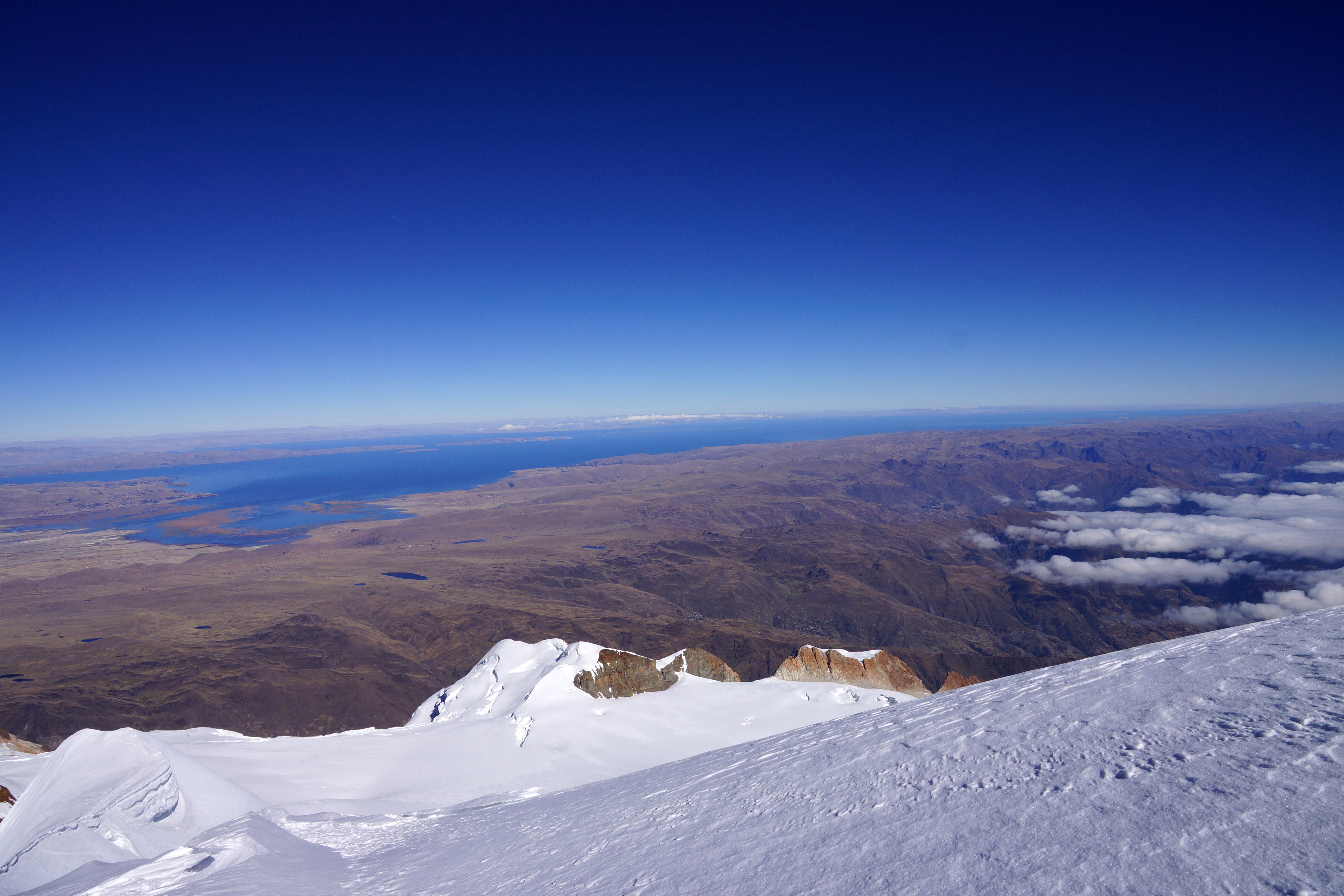
從漢科烏馬山山頂看到的的的喀喀湖。哈查普卡拉山位於該圖像的中下部。

哈查普卡拉山（Jach'a Pukara），是玻利維亞的山峰，位於該國西部拉巴斯省的拉雷卡哈省，西面是的的喀喀湖，東面是漢科烏馬山和伊良普山，屬於安第斯山脈的一部分，海拔高度約4,300米。